# 道昭
道昭（日语：／ Dōshō，也稱為道紹或道照，舒明天皇元年（629年）－文武天皇4年3月10日（700年4月3日）），河內國丹比郡船連（大阪府堺市）人，日本法相宗僧人，日本佛教奠基人之一。父親是船惠尺。

## 生平
- 653年與定惠等人一起以遣唐使成員的身份前往中国师从唐玄奘学习法相法門，玄奘十分重視這位外國僧人，與其他同住一室為他講經說法。
- 660年回国时带回大量佛教典籍，遷都平城京後，這些佛教典籍被移入平城右京的禪院重用。
- 680年接受天武天皇的敕命建立往生院。
- 晚年周游全国在各地進行土木工程。
- 700年去世時遵照遺命進行火葬，這是日本最初的火葬，這個記錄現存於《續日本紀》。[1][2]